# Пункт постійної дислокації

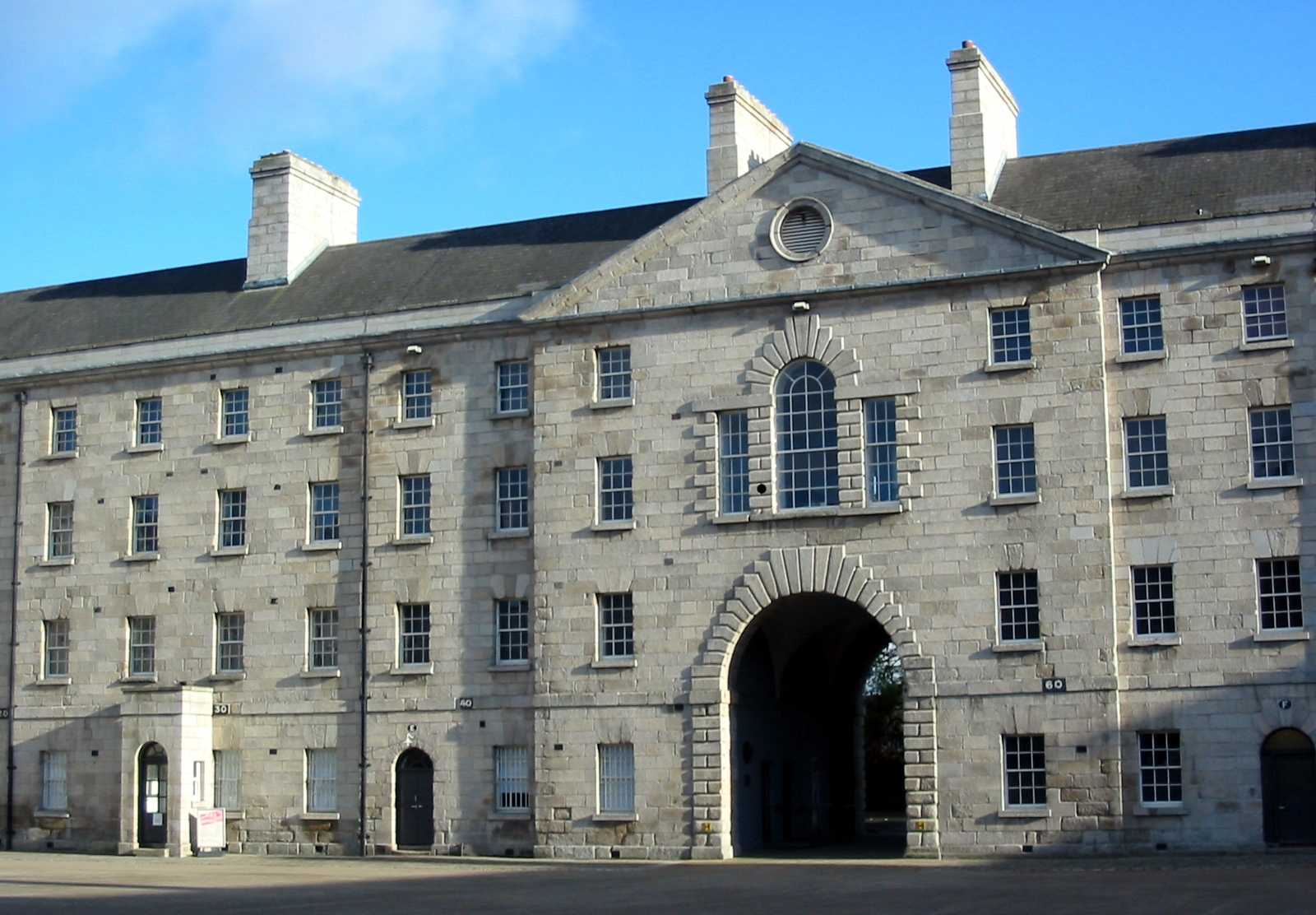
Казарма в Ірландії

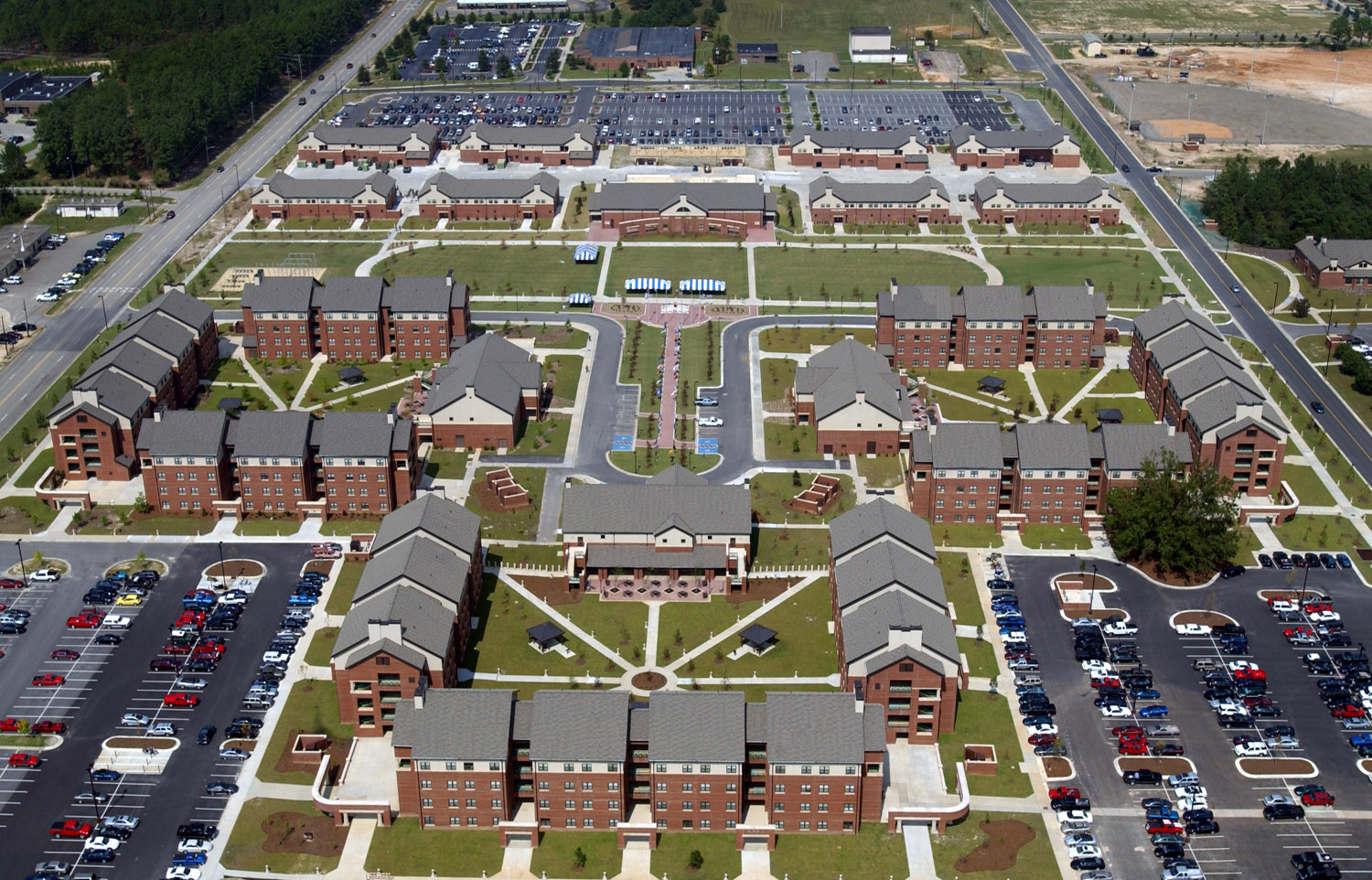
Форт Ліберті — пункт постійної дислокації 82-ї пдд

Пункт пості́йної дислока́ції військо́вих части́н (підро́зділів) — територія (комплекс військових містечок) з капітальними будівлями і спорудами, розрахованими на тривале використання військовими формуваннями в мирний час. Пункти постійної дислокації, як правило, обладнуються в населених пунктах з розвиненою транспортною інфраструктурою. Розташування пунктів постійної дислокації і його елементів (військового містечка) ув'язується із загальним плануванням міста, селища, бази.
Українське законодавство надає наступне визначення: «Пункти постійної дислокації — визначені відповідними наказами (директивами) військові містечка (фонди), призначені для забезпечення життєдіяльності військової частини (органу військового управління, з'єднання, військового корабля, військового навчального закладу, установи Збройних Сил України) в мирний час. Під фондами тут і далі розуміють казармений фонд, житловий фонд, об'єкти соціально-культурного призначення, комунальні споруди та інженерні мережі, розташовані в межах військового містечка».
Устрій, планування і влаштування пункту постійної дислокації повинні забезпечувати:
- розміщення особового складу, органів військового управління, бойовий і іншої техніки, передбачених штатами військової частини мирного і воєнного часу;
- можливість проведення з особовим складом підрозділів занять з бойової підготовки відповідно до функціонального призначення частини;
- підготовку і зберігання бойової і іншої техніки для використання за призначенням, проведення їх технічного обслуговування і ремонту (ПТОР);
- внутрішній і зовнішній зв'язок;
- надійну охорону, оборону і маскування;
- протипожежний захист.

При постійній бойовій готовності частини і підрозділу в пунктах постійної дислокації займаються повсякденною плановою діяльністю, знаходячись в готовності у будь-який момент швидко і організовано привести себе в бойову готовність і приступити до виконання бойового завдання. Підрозділи і частини знаходяться в казармах, бойова і спеціальна техніка зберігається в парках, а боєприпаси і військові запаси на складах і боксах парків.
Підрозділи займаються згідно з планом бойової підготовки, несеться вартова служба і цілодобове чергування внутрішнього наряду.